# Вальгуарнера-Каропепе
Вальгуарнера-Каропепе, Вальґуарнера-Каропепе (італ. Valguarnera Caropepe, сиц. Carrapipi) — муніципалітет в Італії, у регіоні Сицилія,  провінція Енна.
Вальгуарнера-Каропепе розташована на відстані близько 520 км на південь від Рима, 115 км на південний схід від Палермо, 13 км на південний схід від Енни.
Населення — 7914 осіб (2014).

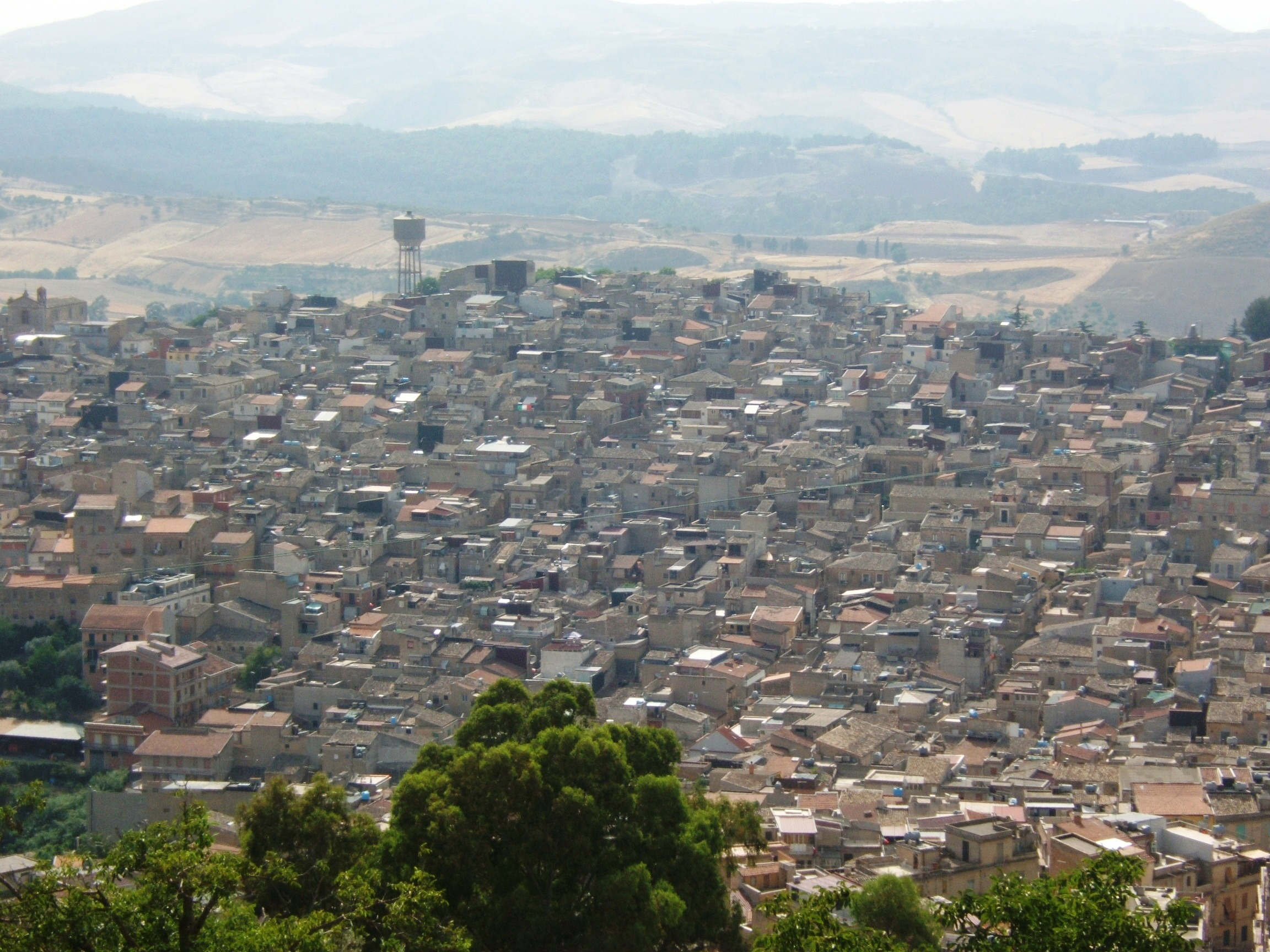

Щорічний фестиваль відбувається 25 серпня. Покровитель — San Cristoforo.

## Демографія
Населення за роками:

Станом на 1 січня 2023 року в муніципалітеті офіційно проживали 82 іноземці з 18 країн, серед них 39 громадян країн Євросоюзу та 4 громадяни України.

## Сусідні муніципалітети
- Ассоро
- Енна
- П'яцца-Армерина